# Pachylocerus
Pachylocerus is een kevergeslacht uit de familie van de boktorren (Cerambycidae). De wetenschappelijke naam van het geslacht werd voor het eerst geldig gepubliceerd in 1834 door Hope.

## Soorten
Pachylocerus omvat de volgende soorten:
- Pachylocerus corallinus Hope, 1834
- Pachylocerus crassicornis (Olivier, 1795)
- Pachylocerus nayani Vives, 2010
- Pachylocerus parvus Gahan, 1907
- Pachylocerus pilosus Guérin-Méneville, 1844
- Pachylocerus plagiatus Gahan, 1907
- Pachylocerus sabahanus Vives & Heffern, 2012
- Pachylocerus sulcatus Brongniart, 1891
- Pachylocerus unicolor Dohrn, 1878